# Shohimardon
Shohimardon (anche Shahimardan o Shakhimardan, (russo Шахимардан) è un piccolo centro della regione di Fergana, nell'Uzbekistan orientale. Si tratta di un'exclave usbeca in pieno territorio kirghiso, in una valle dei monti Pamir-Alaj. 
È, in ordine di grandezza, la seconda exclave usbeca della valle di Fergana dopo Sokh. Ha un territorio di 90 km² e quasi 10.000 abitanti. Il 90% usbechi e il 9% kirghisi.
Il poeta Hamza Hakimzade Niyazi ha vissuto e lavorato a Shohimardon fino alla morte dove fu ucciso lì nel 1929 e negli anni sessanta vi fu costruito un mausoleo in suo onore.
Secondo una leggenda, una delle possibili sette sepolture del Califfo Ali, genero del profeta Maometto, potrebbe essere qui a Shohimardon.

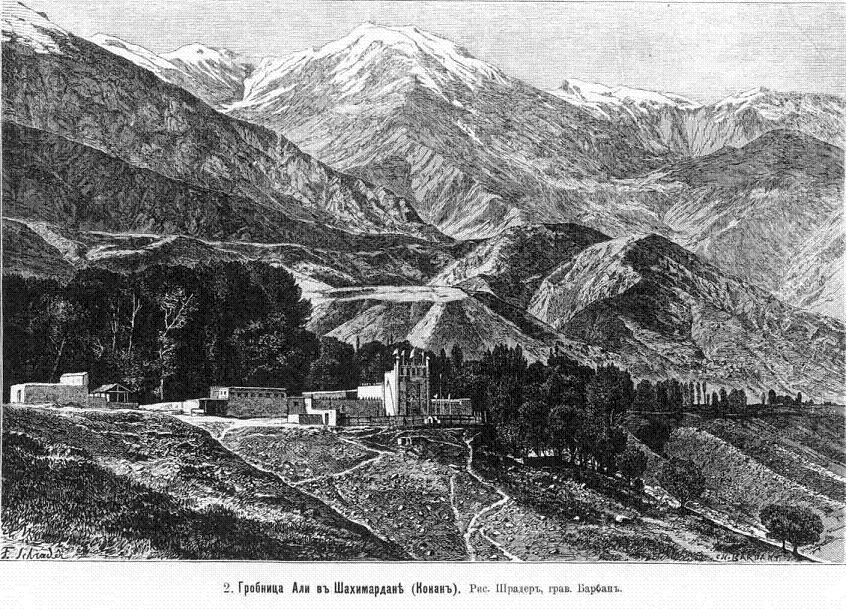
La presunta tomba di Ali a Shohimardon in una cartolina postale russa del 1879.